# 和井内貞行
和井内 貞行（わいない さだゆき、安政5年2月15日（1858年3月29日） - 大正11年（1922年）5月16日）は、秋田県十和田湖開発の先駆者である。幼名は吉弥。

## 経歴
1858年、南部藩領陸奥国鹿角郡毛馬内村（現：秋田県鹿角市）に生まれた。和井内家は、南部藩重臣で毛馬内陣屋（柏崎新城）城代桜庭氏の筆頭家老職を代々務めていた。1866年、儒学者の泉沢恭助（修斉）の私塾に通った。1874年、毛馬内学校（現：鹿角市立十和田小学校）に助教員として採用され、1881年、工部省小坂鉱山寮に吏員として採用されて小坂鉱山に赴任する。1884年、十和田湖にはじめて鯉600尾を放流する。十和田湖への魚類放流は、貞行が6人目で、鯉の放流も3人目だった。1889年、十和田湖で鯉の目撃情報があり、養殖事業に情熱を注ぐようになる。
1897年、十和田湖畔に旅館「観湖楼」を創業し、十和田湖養魚事業を進めるべく、人工孵化場を作る。1903年5月、ヒメマスの卵の孵化に成功し、その稚魚30,000尾を放流し、「和井内マス」と命名した。この稚魚は、1905年秋に成魚となって回帰し、ついに貞行は十和田湖養魚事業に成功した。貞行は、十和田湖の養魚事業の開発の先駆者であると同時に、十和田湖の観光開発の先駆者でもあった。1916年には「和井内十和田ホテル」を開業している。これらの事業成功が評価され、和井内は1907年に緑綬褒章を授与された。その後も十和田湖を国立公園として指定するよう、内務省に陳情を行っている。
1922年、風邪を引いたのが元で体調を崩し、5月16日に死去。死去後に正七位に叙せられた。また秋田県鹿角郡小坂町十和田湖大川岱に建立された勝漁神社に妻とともに祀られた。1933年、同神社は和井内神社と改名されている。1950年に和井内貞行をモデルにした映画『われ幻の魚を見たり』（監督・脚本：伊藤大輔）が公開されている。

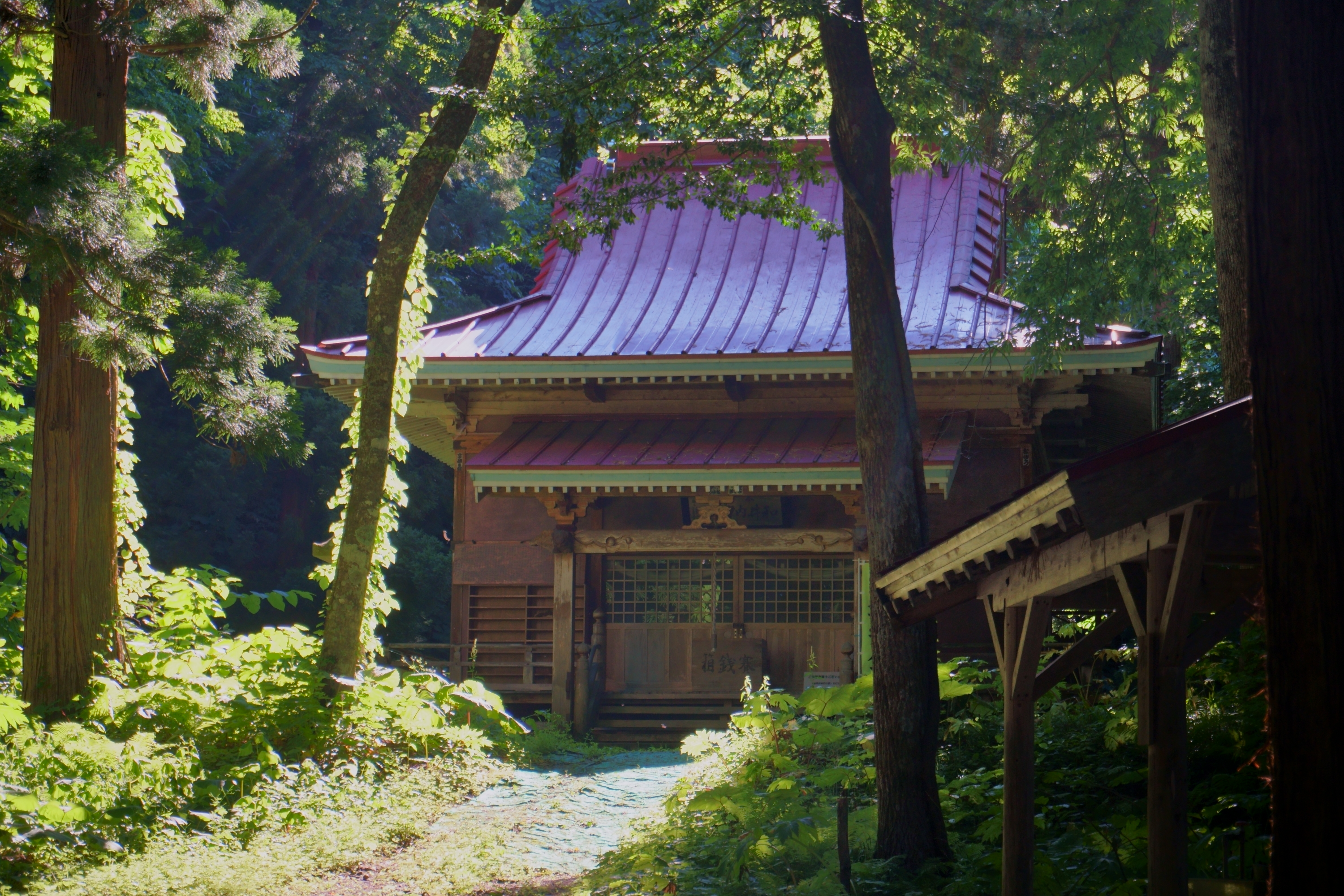
和井内貞行を顕彰するため建立された和井内神社